# جامعة كارلتون
جامعة كارلتون جامعة كندية عريقة تأسست عام 1942 في أوتوا ككلية صغيرة ثم تحولت لجامعة عام 1952. تقدم جامعة كارلتون الآن أكثر من 65 برنامجاً في مجموعة متنوعة من التخصصات تشمل الشؤون العامة والصحافة والدراسات السينمائية والهندسة والتكنولوجيا الفائقة والدراسات الدولية. تشتهر الجامعة بتفوقها في مجالات الهندسة والتقنية. التدريس فيها باللغة الإنكليزية. 
تضم أعضاء هيئة التدريس أكثر من 2000 عضو يشرفون على تدريس أكثر من 23،000 طالب قادمين من أكثر من 147 بلدا ، تدرس للحصول على شهادات البكالوريوس والماجستير ودرجة الدكتوراه.